# Rives (Isère)

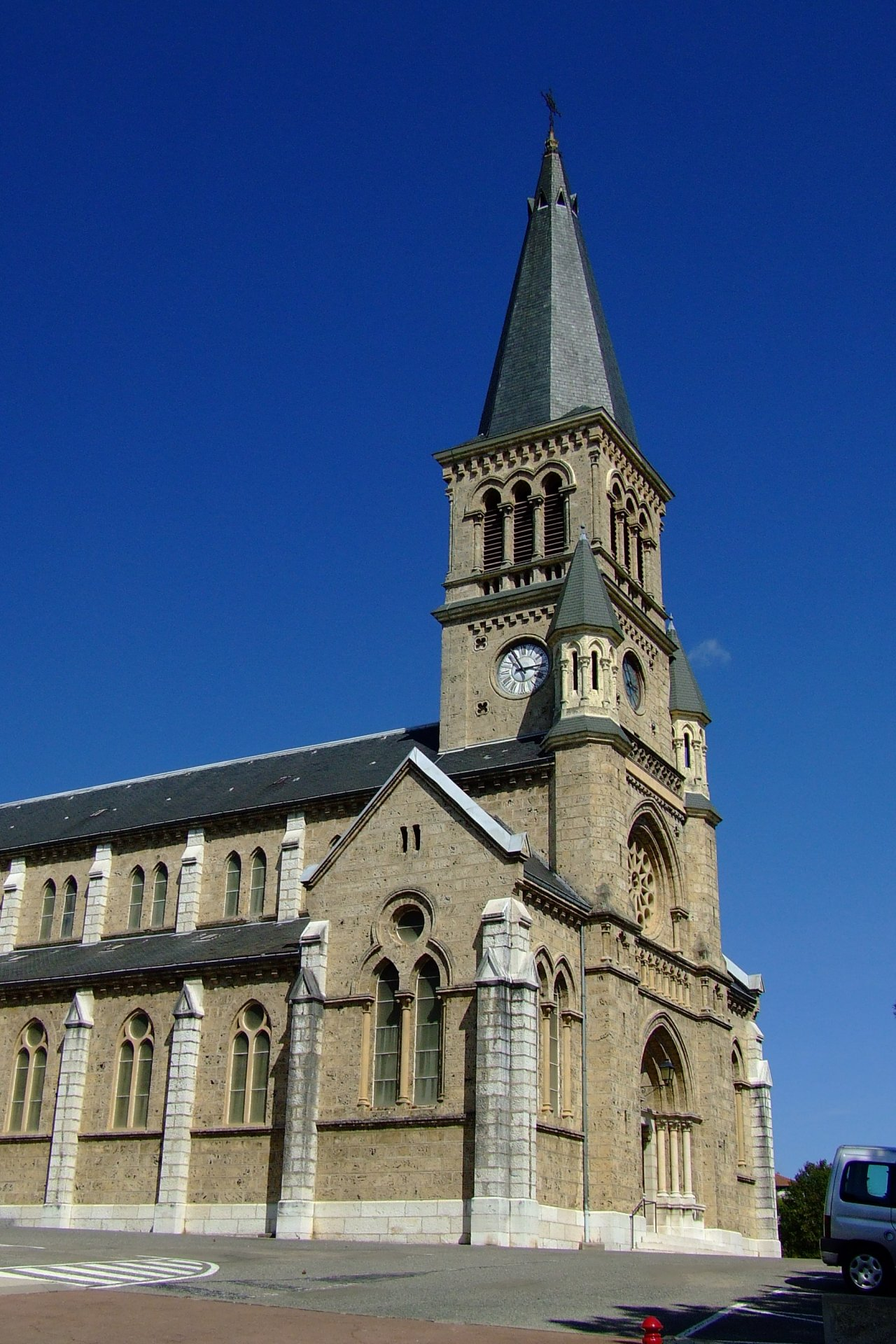
Kościół w Rives

Rives – miejscowość i gmina we Francji, w regionie Owernia-Rodan-Alpy, w departamencie Isère.
Według danych na rok 1990 gminę zamieszkiwały 5 403 osoby, a gęstość zaludnienia wynosiła 494 osób/km² (wśród 2880 gmin regionu Rodan-Alpy Rives plasuje się na 159. miejscu pod względem liczby ludności, natomiast pod względem powierzchni na miejscu 1052.).